# Renato Civelli
Renato Civelli (Pehuajó, Buenos Aires, 14 de octubre de 1983) es un exfutbolista argentino que jugaba como defensor. Su último equipo fue Estudiantes Unidos de Pehuajó.

## Trayectoria
Civelli comenzó su carrera en Banfield en la Primera División de la Argentina. Después de 2 años con el club Olympique de Marsella lo firmó en enero de 2006, durante la ventana europea de la transferencia del invierno, y en agosto del 2007 fue transferido a Gimnasia y Esgrima La Plata.
En agosto de 2009, el jugador vuelve a la Primera División de Argentina para firmar contrato con el club San Lorenzo de Almagro después de jugar con el Olympique de Marsella de Francia. Luego de un corto periodo en "El Ciclón", fue traspasado al club francés OGC Niza, donde participó en tres temporadas.
En 2013, firmó con el Bursaspor de Turquía, en donde fue titular a lo largo de gran parte de las dos temporadas que estuvo en el club, aportando seguridad a la defensa con su altura, marcando cuatro goles, y llegando a la final de la Copa de Turquía en 2015, de la que sería subcampeón. En 2015 fue vendido al LOSC Lille Métropole, donde se retiró en condiciones de jugador libre en el año 2016.
En 2017 firmó con el Club Atlético Banfield. Debutó el 2 de abril contra Lanús ingresando desde el banco de suplentes, para reacomodar el equipo (por la expulsión de Jorge Rodríguez), partido que terminaría en victoria granate por 4-2.
En agosto de 2020 se fue a préstamo a Huracán y firmó un contrato hasta junio de 2021, ya que tuvo problemas con la dirigencia de Banfield, al punto de iniciar un juicio.

## Clubes
| Club                          | País      | Año           |
| ----------------------------- | --------- | ------------- |
| CA Banfield                   | Argentina | 2003-2005     |
| Olympique Marsella            | Francia   | 2006-2007     |
| Gimnasia y Esgrima La Plata   | Argentina | 2007-2008     |
| Olympique Marsella            | Francia   | 2008-2009     |
| San Lorenzo                   | Argentina | 2009 - 2010   |
| OGC Niza                      | Francia   | 2010 - 2013   |
| Bursaspor                     | Turquía   | 2013 - 2015   |
| Lille LOSC                    | Francia   | 2015 - 2016   |
| Banfield                      | Argentina | 2017-2020     |
| Huracán                       | Argentina | 2020-2021     |
| Estudiantes Unidos de Pehuajó | Argentina | 2022-presente |

## Estadísticas
Datos actualizados al 29 de febrero de 2020.
| Banfield Argentina |               |               |     |    |    |    |    |     |     |    |
| 1.ª | A-2003        | 3             | 0   | -  | -  | -  | -  | 3   | 0   |    |
| 1.ª | C-2004        | 11            | 0   | -  | -  | -  | -  | 11  | 0   |    |
| 1.ª | A-2004        | 17            | 0   | -  | -  | 1  | 0  | 18  | 0   |    |
| 1.ª | C-2005        | 12            | 0   | -  | -  | 4  | 0  | 16  | 0   |    |
| 1.ª | A-2005        | 18            | 1   | -  | -  | 3  | 1  | 21  | 2   |    |
| 1.ª | 2017          | 13            | 1   | -  | -  | -  | -  | 13  | 1   |    |
| 1.ª | 2017-18       | 22            | 1   | 2  | 0  | 4  | 0  | 28  | 1   |    |
| 1.ª | 2018-19       | 23            | 0   | 4  | 0  | 3  | 0  | 30  | 0   |    |
| 1.ª | 2019-20       | 18            | 0   | 1  | 0  | -  | -  | 19  | 0   |    |
| Total club | Total club    | 137           | 3   | 7  | 0  | 15 | 1  | 159 | 4   |    |
| Olympique de Marseille Francia |               |               |     |    |    |    |    |     |     |    |
| 1.ª | 2006          | 10            | 1   | 4  | 0  | 2  | 0  | 16  | 1   |    |
| 1.ª | 2006-07       | 12            | 3   | 2  | 0  | 5  | 0  | 19  | 3   |    |
| 1.ª | 2008-09       | 14            | 2   | -  | -  | 4  | 0  | 18  | 2   |    |
| Total club | Total club    | 36            | 6   | 6  | 0  | 11 | 0  | 53  | 6   |    |
| Gimnasia y Esgrima La Plata Argentina |               |               |     |    |    |    |    |     |     |    |
| 1.ª | A-2007        | 14            | 0   | -  | -  | -  | -  | 14  | 0   |    |
| 1.ª | C-2008        | 15            | 1   | -  | -  | -  | -  | 15  | 1   |    |
| Total club | Total club    | 29            | 1   | 0  | 0  | 0  | 0  | 29  | 1   |    |
| San Lorenzo Argentina |               |               |     |    |    |    |    |     |     |    |
| 1.ª | A-2009        | 11            | 1   | -  | -  | 1  | 0  | 12  | 1   |    |
| Total club | Total club    | 11            | 1   | 0  | 0  | 1  | 0  | 12  | 1   |    |
| OGC Nice Francia |               |               |     |    |    |    |    |     |     |    |
| 1.ª | 2010          | 17            | 1   | -  | -  | -  | -  | 17  | 1   |    |
| 1.ª | 2010-11       | 31            | 3   | 6  | 0  | -  | -  | 37  | 3   |    |
| 1.ª | 2011-12       | 34            | 4   | 5  | 2  | -  | -  | 39  | 6   |    |
| 1.ª | 2012-13       | 34            | 5   | 4  | 1  | -  | -  | 38  | 6   |    |
| Total club | Total club    | 116           | 13  | 15 | 3  | 0  | 0  | 131 | 16  |    |
| Bursaspor Turquía |               |               |     |    |    |    |    |     |     |    |
| 1.ª | 2013-14       | 28            | 1   | 9  | 0  | 2  | 0  | 39  | 1   |    |
| 1.ª | 2014-15       | 24            | 3   | 7  | 0  | 2  | 0  | 33  | 3   |    |
| Total club | Total club    | 52            | 4   | 16 | 0  | 4  | 0  | 72  | 4   |    |
| Lille OSC Francia |               |               |     |    |    |    |    |     |     |    |
| 1.ª | 2015-16       | 32            | 0   | 4  | 0  | -  | -  | 36  | 0   |    |
| 1.ª | 2016          | 13            | 1   | 1  | 0  | 2  | 0  | 16  | 1   |    |
| Total club | Total club    | 45            | 1   | 5  | 0  | 2  | 0  | 52  | 1   |    |
| Total carrera | Total carrera | Total carrera | 426 | 29 | 49 | 3  | 33 | 1   | 508 | 33 |
| (1) Incluye datos de la Copa de Francia; Copa de la Liga; Copa de Turquía; Copa Argentina; Copa de la Superliga Argentina. (2) Incluye datos de la Copa Sudamericana; Copa Libertadores; Liga Europa de la UEFA; Copa Intertoto de la UEFA. (3) No incluye goles en partidos amistosos. |               |               |     |    |    |    |    |     |     |    |